# At the Beeb
At the Beeb est un album live du groupe de rock britannique Queen, sorti sur vinyle, cassette et CD en 1989. Par la suite, il est édité par Hollywood Records en 1995 aux États-Unis et au Canada sous le titre At the BBC sur CD et vinyl en édition limitée.
L’album comprend des pistes enregistrées en deux sessions pour le programme BBC Radio 1 Sound of the 70s . Les quatre premières pistes ont été enregistrées le 5 février 1973 ; le reste a été enregistré le 3 décembre de la même année.  
Tous les morceaux sauf un ont paru en version studio sur l’album Queen : l’exception est Ogre Battle, paru sur Queen II. Les versions présentées sur At the Beeb sont différentes des versions originales, plus proches des chansons interprétées en direct. C’est plus notable sur Ogre Battle qui commence tout de suite par un riff, sans sa longue introduction ni les effets présents sur la version studio de Queen II, et sonne beaucoup moins travaillée. Une première version BBC de Ogre Battle prévoyait une longue introduction avec accumulation de guitares mais elle n’a pas été utilisée sur l'enregistrement car la bande magnétique aurait été endommagée. 

## Liste des pistes
| 1.          | My Fairy King              | Freddie Mercury   | 4 min 6 s  |
| 2.          | Keep Yourself Alive        | Brian May         | 3 min 48 s |
| 3.          | Doing Alright              | May, Tim Staffell | 4 min 11 s |
| 4.          | Liar                       | Mercury           | 6 min 28 s |
| 5.          | Ogre Battle                | Mercury           | 3 min 57 s |
| 6.          | Great King Rat             | Mercury           | 5 min 59 s |
| 7.          | Modern Times Rock 'n' Roll | Roger Taylor      | 2 min      |
| 8.          | Son and Daughter           | May               | 7 min 8 s  |
| 37 min 27 s |                            |                   |            |